# Mora község
Mora község a svédországi Dalarna megyében található, nagy történelmi hagyományokra visszatekintő alapfokú közigazgatási egység. Területe 3111 km² (2015-01-01), lakossága 20 242 fő (2017-03-31) Központi települése, székhelye Mora. Területe szerint a 290 svédországi község sorában a 30., lakossága szerint a 121., népsűrűsége (7,2 fő/km²) szerint a 242. helyet foglalja el.

## Története
A mai község területén, a Siljan tó vidékén már az i. e. 40. századból is találtak emberi jelenlétre utaló leleteket. A vikingek korát megelőző Vendel-korból kereskedő települések nyomait tárták fel a mai Mora közelében, a Siljanba folyó Österdalälven torkolatánál. A környék gazdag gyepvasércben, aminek a feldolgozása fegyverekké, szerszámokká a viking korban a szőrmekereskedelem és a halászat mellett már fontos gazdasági ágazat volt.
A középkori dokumentumok arra mutatnak, hogy mind Mora, mind pedig Sollerön és Färnäs települések az 1200-as évek második felében jöttek létre. A 14. században ezt vidéket is keményen sújtotta a pestis, a fekete halál. Egy hagyomány szerint a Siljan tóban fekvő Sollerön szigetén mindössze két ember maradt életben: Bengt és Harald. Az ő nevükből alakult ki később két település neve a szigeten: Bengtsarvet (magyarul „Bengt öröksége”) és a mára vele egybeépült Häradsarvet. Az 1400-as években aztán a vidék lassan magához tért; az évszázad második felében több jó termés újra fellendítette Mora gazdaságát. A következő, 16. századra a földművelés és az állattenyésztés váltak a legfontosabb gazdasági ágazatokká.
1520-ban Gustav Vasa innen indította a dán uralom elleni felszabadító harcát, amivel beírta Mora nevét a svéd történelembe. Katonai céljai érdekében azonban begyűjtette a templomokból a harangokat, és ez már nem volt népszerű intézkedés. A hagyomány szerint a helyiek a harangok egy részét a mocsarakban rejtették el a beszolgáltatás elől, és bizonyos vélemények szerint ezek egy része elfeledve ma is a felszín alatt van.
A környék történetének szomorú fejezete a 17. századi boszorkányüldözés. Mora és a szomszédos Älvdalen község területén 1668-69 során több tucatnyi boszorkánysággal vádolt asszonyt és lányt állítottak egyházi bíróság elé, majd elítélték, lefejezték őket és elégették holttestüket.
A 18. század első felében több rossz termés követte egymást és a kormányzati intézkedések is, mint a szomszédos norvég tartományokkal folytatott kereskedelem korlátozása, nagy elégedetlenséget váltottak ki. 1743-ban nagy parasztfelkelés tört ki, amelynek résztvevői egészen Stockholmig meneteltek, és a kormányzat csak hosszabb idő után tudta leverni a megmozdulást. A dalarnaiak ezrei hagyták el szülőföldjüket és kerestek megélhetést az ország délebbi tájain illetve a nagyobb városokban. Egy részük később visszatért, és a már területekről hozott szaktudás megtermékenyítő hatással volt a dalarnai mezőgazdaság és helyi ipar fejlődésére.Ekkor honosodott meg a nagyméretű úgynevezett morai órák, azaz fali vagy álló órák gyártása a környéken. A 19. században összesen csaknem 50 000 ilyen nagy órát gyártottak itt. Az órák iránti kereslet csökkenése után a varrógépek, majd más fémeszközök, így a híres morai kések gyártása fejlődött fel. Az 1800-as évek végére három vasútvonallal is kapcsolódott Mora keleti, dél és északi irányba.

## Települései
Település (svéd nyelven tätort, magyarul szó szerint „sűrű hely”) alatt Svédországban (és hasonlóképpen az úgynevezett északi államokban, a megfelelő nyelvi különbségekkel) a lakóhelyek olyan csoportját értik, amelyekben több mint 200 lakos él, az egyes házak, gazdaságok egymástól 200 méternél nem messzebbre fekszenek, valamint az ingatlanok között az üdülők aránya nem éri el az 50%-ot. Az ennél kisebb települések neve kistelepülés, småort. Az egész országban, de különösen az északi területeken gyakoriak az ennél is ritkábban elhelyezkedő gazdaságok, lakóhelyek.
| Nr | Település       | Lakosság |
| -- | --------------- | -------- |
| 1  | Mora            | 12 602   |
| 2  | Sollerön        | 860      |
| 3  | Våmhus          | 831      |
| 4  | Nusnäs          | 741      |
| 5  | Selja           | 547      |
| 6  | Stenis och Vika | 375      |
| 7  | Bonäs           | 370      |
| 8  | Vattnäs         | 345      |
| 9  | Vinäs           | 312      |
| 10 | Gesunda         | 260      |
| 11 | Venjan          | 226      |

## Látképek

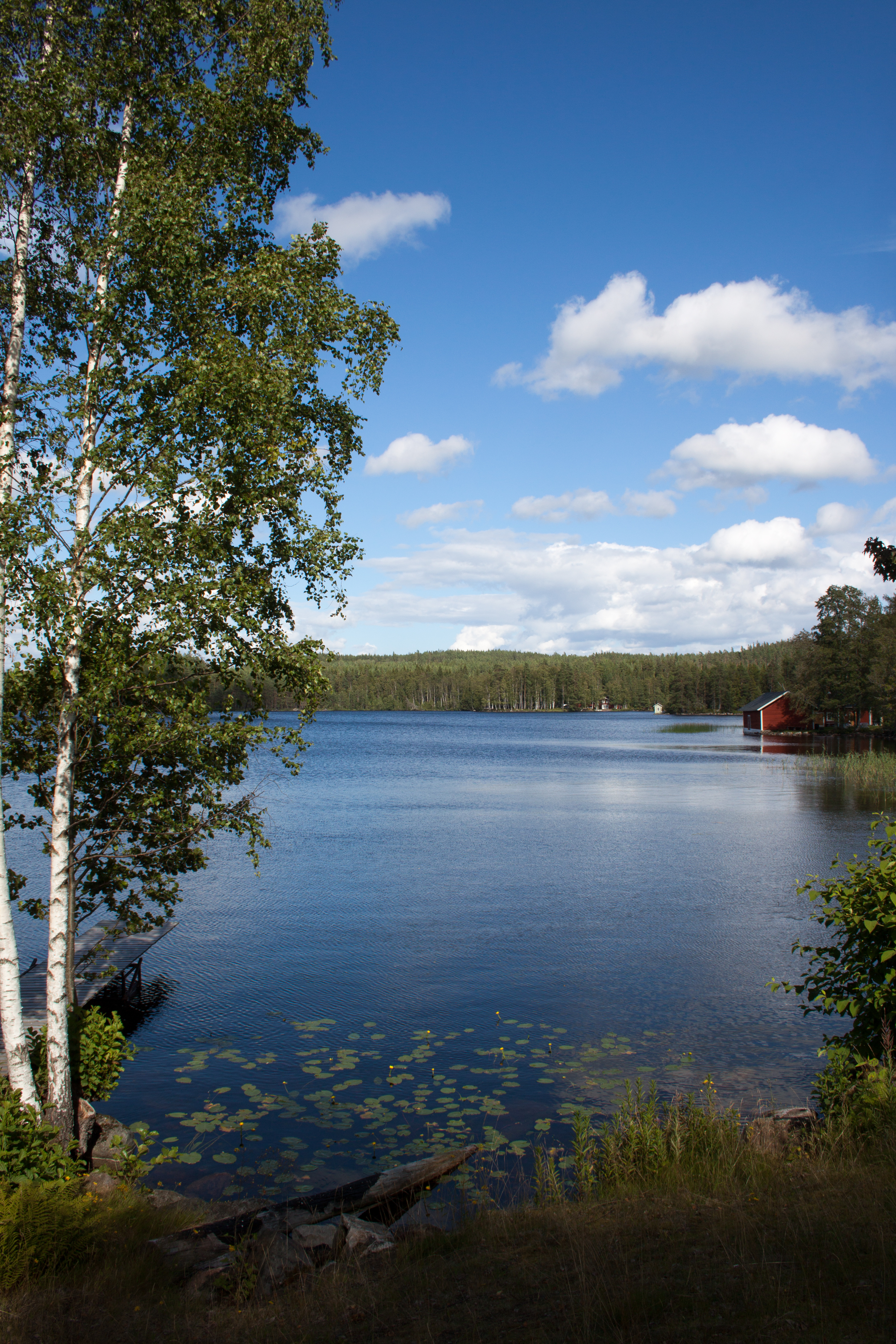
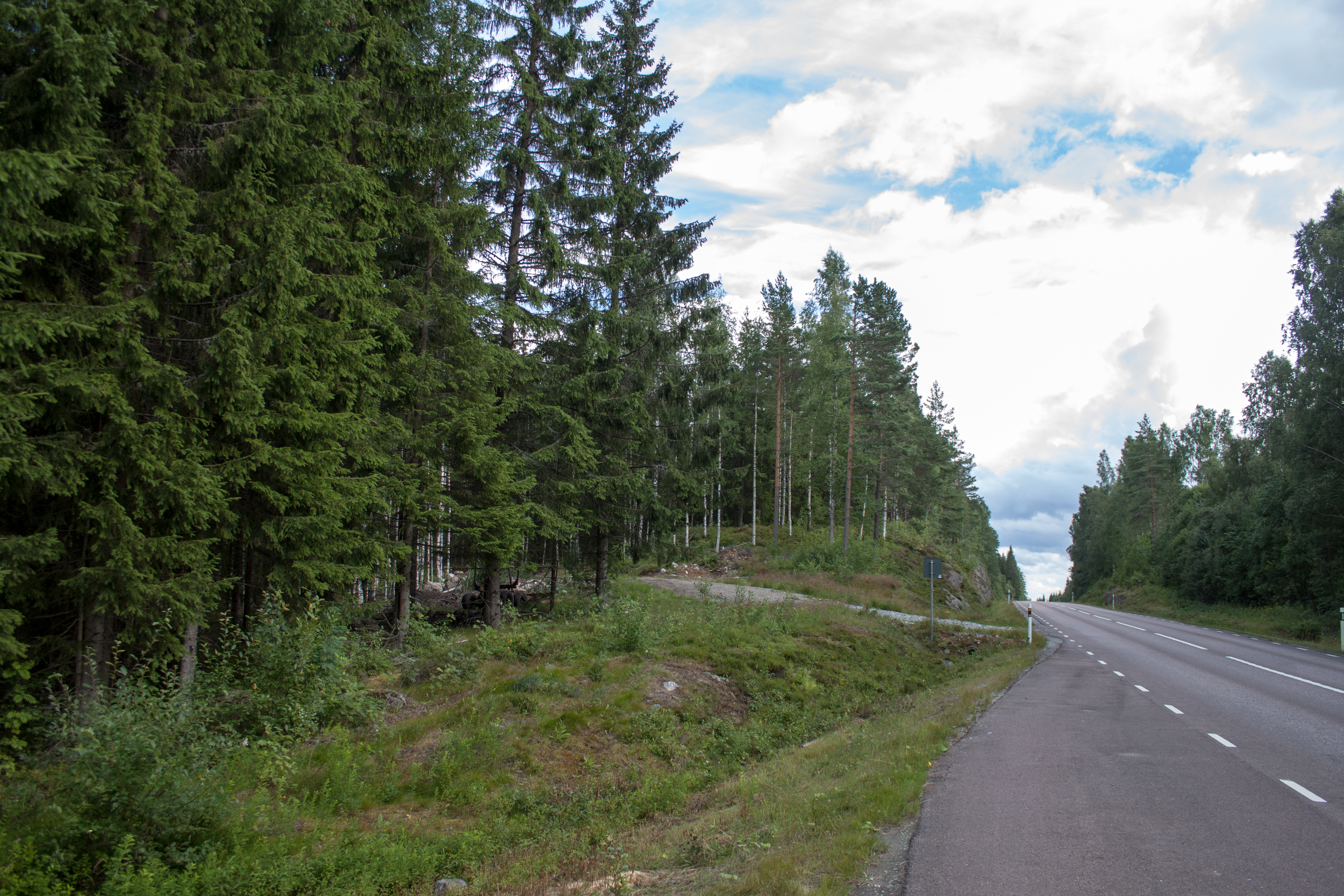
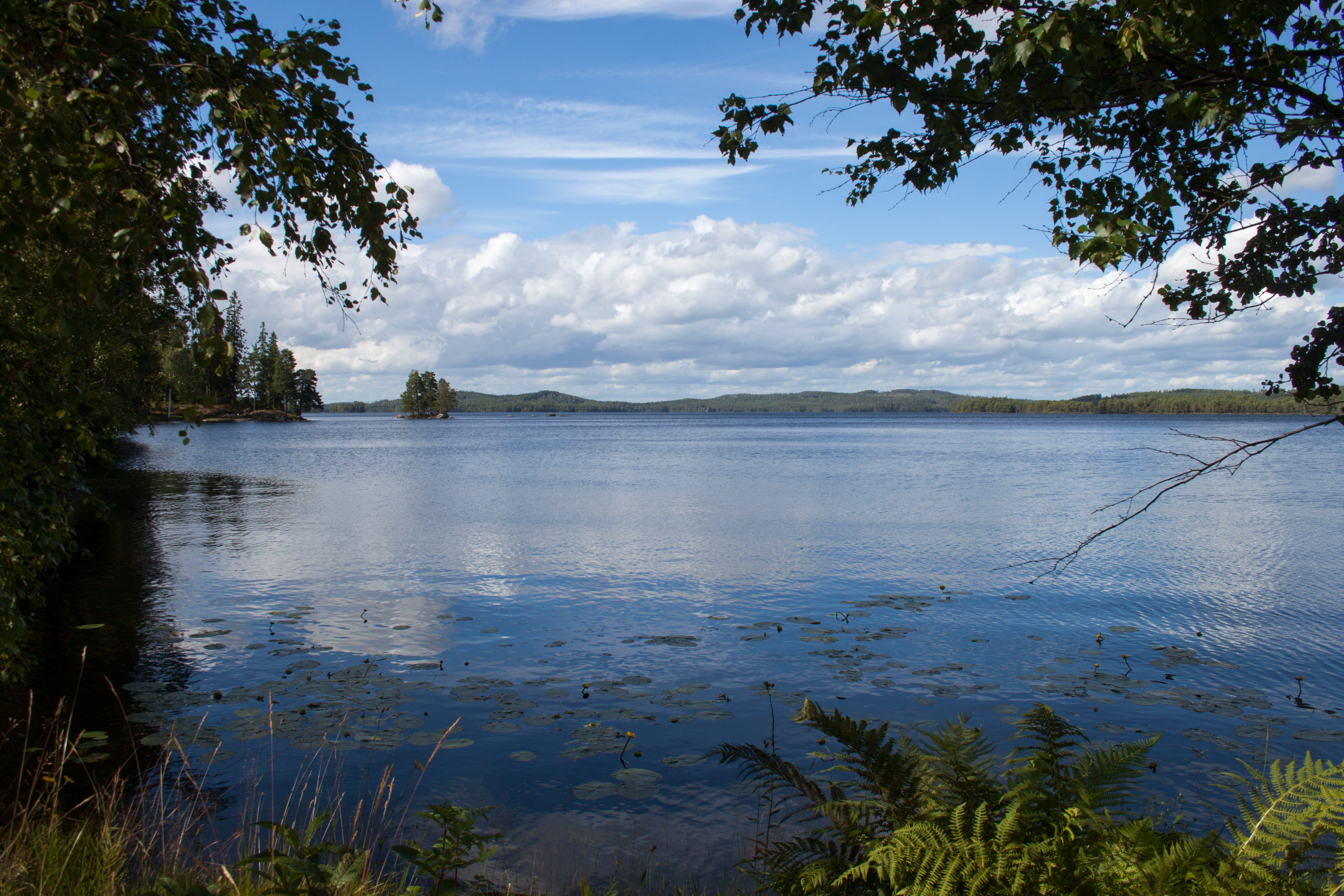
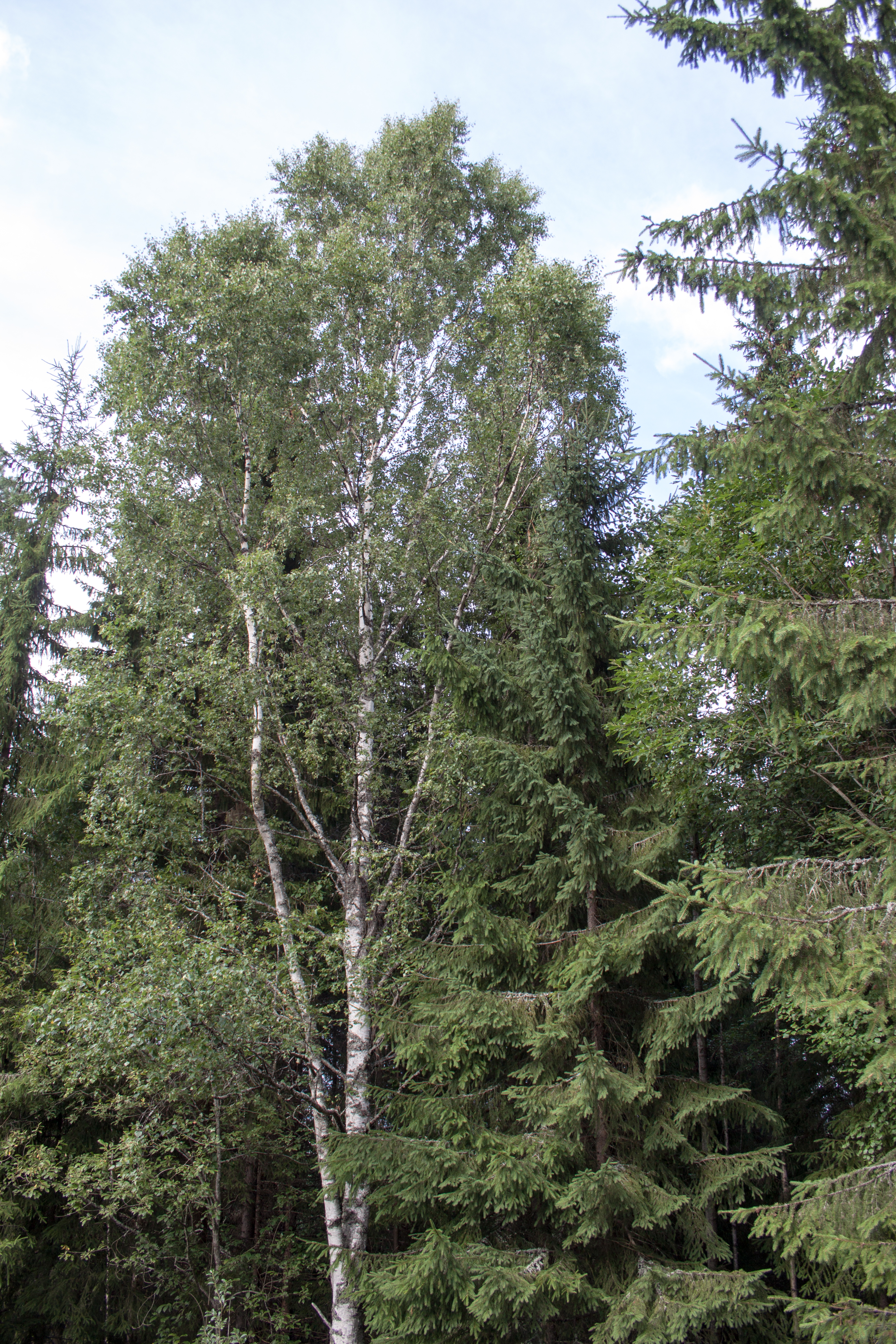

## Testvér-községek
Csangcsun (Kína)
 Comprensorio della Valle di Fiemme (Olaszország)
 Mora (USA)
 Oberammergau (Németország)
 Vörå-Maxmo (Finnország)

## Fordítás
- Ez a szócikk részben vagy egészben a Mora kommun című svéd Wikipédia-szócikk ezen változatának fordításán alapul.  Az eredeti cikk szerkesztőit annak laptörténete sorolja fel. Ez a jelzés csupán a megfogalmazás eredetét és a szerzői jogokat jelzi, nem szolgál a cikkben szereplő információk forrásmegjelöléseként.
- Ez a szócikk részben vagy egészben a Moras historia című svéd Wikipédia-szócikk ezen változatának fordításán alapul.  Az eredeti cikk szerkesztőit annak laptörténete sorolja fel. Ez a jelzés csupán a megfogalmazás eredetét és a szerzői jogokat jelzi, nem szolgál a cikkben szereplő információk forrásmegjelöléseként.